# The Lost Art of Forehead Sweat (The X-Files)
«The Lost Art of Forehead Sweat» es el cuarto episodio de la undécima temporada de la serie de televisión estadounidense de ciencia ficción The X-Files. El episodio fue escrito y dirigido por Darin Morgan. En este episodio, explorando la idea del Efecto Mandela, en el que grandes grupos de personas recuerdan una historia alternativa, Mulder y Scully descubren cómo se pueden haber originado los expedientes X.

## Argumento
Una secuencia en blanco y negro previa a los créditos parece mostrar la escena culminante de un episodio de The Twilight Zone, en la que un hombre en un café nocturno revela sus temores de que los marcianos estén invadiendo la Tierra disfrazados de seres humanos. Cuando el camarero señala al hombre hacia un espejo, el hombre se sorprende al ver que él mismo es un marciano y que el camarero es el diablo.
Mulder conoce a un hombre llamado Reggie que afirma conocerlo en un garaje subterráneo. El hombre le dice a Mulder que alguien está tratando de borrarlo de la sociedad; para probar su punto, se refiere al recuerdo de la infancia de Mulder de ver «The Lost Martian». Mulder se va a casa y busca en su colección de «Twilight Zone», solo para terminar con las manos vacías a pesar de que tiene un recuerdo del episodio. Más tarde, Dana Scully coincide con su incredulidad cuando Reggie (ahora con el apellido «Algo») le da un recipiente de una marca de gelatina con sabor a cereza llamada Goop-O ABC, que recuerda de su infancia.
Mulder y Scully, y finalmente Reggie, discuten sobre si estos eventos son un ejemplo del efecto Mandela, en el que la historia aparentemente se reescribe mediante la aceptación colectiva de hechos erróneos (Reggie insiste en referirse a esto como el «efecto Mengele»). Reggie despotrica frenéticamente que «ellos» están tratando de borrar la memoria. Cuando Mulder explica que los teóricos de la conspiración a menudo usan un «ellos» vagamente definido para dar «intencionalidad» a eventos aleatorios, Reggie explica que «ellos» es en realidad el nombre de un científico que ha aprendido a dar forma a la memoria colectiva. Reggie les muestra a Scully y Mulder un video en línea que detalla la vida del Dr. Thaddeus Ellos, quien aprendió por primera vez a manipular la memoria mientras trabajaba en la NASA, luego perfeccionó sus técnicas mientras trabajaba en «The United States Hospital» en Granada. Ahora en el sector privado, Ellos aplica su conocimiento en casos que van desde la responsabilidad de productos corporativos hasta la negación del Holocausto. Reggie luego admite que había estado en Granada antes de la invasión estadounidense de esa isla, y observó al extraterrestre sobreviviente de una nave espacial estrellada siendo sacado del hospital por el ejército estadounidense. Luego, Reggie sorprendentemente revela que sus experiencias lo llevaron a unirse al FBI y comenzar los expedientes X, y que a pesar de que no recuerdan nada de él, Reggie había sido el socio de Scully y Mulder desde el principio, y estaba allí el día de 1993 cuando la Dra. Dana Scully llegó a la oficina del sótano de Mulder. (Se muestra un montaje de las escenas más memorables de la serie, que ahora muestra a Reggie como presente). Antes de que Reggie pueda revelar algo más, dos hombres, posiblemente secuaces de Ellos, aparecen y persiguen a Reggie desde el garaje.
Todavía escéptico, Mulder se sorprende al recibir una llamada del propio Ellos, quien no solo se encuentra con Mulder sino que lo hace en un lugar público obvio. Cuando conoce a Mulder por primera vez, el Dr. Ellos dice siniestramente «estás muerto», admitiendo rápidamente que se refiere al propósito de Mulder a través de los expedientes X y perseguir conspiraciones está muerto, porque la verdad no importa. A pesar de la insistencia de Mulder en la existencia de una verdad objetiva, Ellos explica alegremente que en la era actual la verdad no importa porque «crees lo que quieres creer, eso es lo que todo el mundo hace ahora».
Se revela que Reggie es un antiguo empleado del gobierno de EE. UU. que se convirtió en un paciente mental llamado Reggie Murgatroid, cuyo pasado incluye pilotar drones armados, hacer submarinos con terroristas, trabajar con formularios del IRS a mano y dormir durante un período como oficial de detección de fraude en la SEC (en un montaje de escenas aparentemente filmadas en la misma oficina), pero sin haber trabajado realmente en el FBI. En cambio, Reggie sufrió una crisis nerviosa, probablemente como resultado del tormento que sufrió al darse cuenta de que sus muchos años de servicio al país que amaba los dedicó a tareas que traicionaban los ideales de ese país. Llega una ambulancia del Sanatorio Spotnitz para llevarse a Reggie.
Simpatizando con Reggie, Mulder le pregunta sobre su último caso en los expedientes X. Mientras está en una camilla, Reggie relata su último caso juntos: un encuentro con un extraterrestre parecido a Trump de la misma raza que el que se había encontrado años antes en Granada. El extraterrestre, que representa a la «Unión intergaláctica de seres conscientes de todos los universos conocidos y más allá», le dice al trío que su organización ya no quiere tener nada que ver con la Tierra, y dice que «no nos envían a su mejor gente». Para que no haya rencores, el extraterrestre sí les deja un libro que tiene las respuestas a cualquier pregunta que puedan tener sobre cualquier cosa. El extraterrestre luego se va, deseándoles un adiós poco cariñoso y un buen viaje. Mulder, angustiado con la idea de que no hay más respuestas que buscar, estalla en una rabieta infantil cuando Reggie y Scully se abrazan.
En el presente, cuando la ambulancia de Reggie se va, Skinner es testigo de esto y les pregunta a Mulder y Scully «¿A dónde se llevan a Reggie?», para sorpresa de Mulder y Scully.
De vuelta en la casa de Mulder, Mulder y Scully ven «The Lost Martian», después de que Mulder se da cuenta de que era un episodio real de un programa barato de imitación de Twilight Zone llamado The Dusky Realm. Scully, sirviendo un poco de Goop-O hecho en el molde de Mulder del pie de Sasquatch, le dice a Mulder «Quiero recordar cómo fue todo».

## Producción

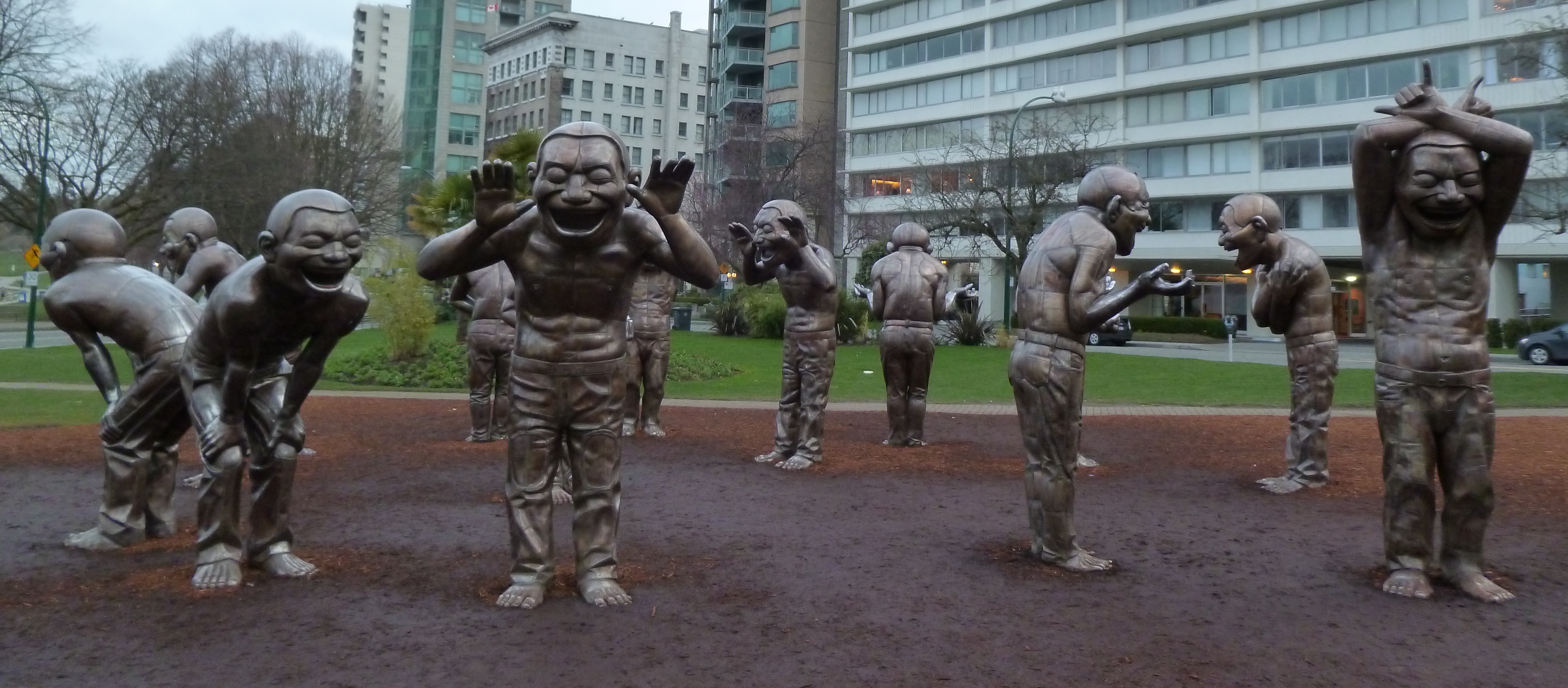
Las escenas de la conversación de Mulder con el Dr. Ellos se filmaron en la escultura de bronce A-maze-ing Laughter, ubicada en Morton Park, Vancouver.

El episodio está protagonizado por Brian Huskey como Reggie, cuyo casting fue revelado en septiembre de 2017 a través de la cuenta de Twitter de Gillian Anderson. El episodio presenta un montaje con clips de episodios pasados, que insertan a Reggie en ellos. Los episodios presentados incluyeron el piloto, «Tooms», «Clyde Bruckman's Final Repose», «Teso Dos Bichos«, «Home», «Small Potatoes» y «Unusual Suspects». El personaje de Reggie se introdujo brevemente en el segundo episodio de la temporada, «This», cuando aparece en la base de datos digitalizada de los expedientes X. En cuanto a qué clips usar, el escritor y director Darin Morgan comentó:

Inicialmente pensé que iba a usar diferentes episodios o escenas, pero cuando volví a verlos, no había lugar para poner a Reggie. Eran todos primeros planos apretados, generalmente Mulder y Scully. Eso fue como una especie de último minuto, eso fue lo último que escribí en el guion. Eran como las 3 de la mañana. Estaba viendo episodios de DVD y avanzando rápidamente. «No, él podría encajar allí». Traté de elegir episodios que al menos los más grandes admiradores del programa recordarían, y creo que los que elegí la mayoría de las personas los conoce.

El episodio presenta varios huevos de Pascua y referencias, incluyendo referencias de los programas de televisión The Twilight Zone y The Outer Limits y la película Kazaam, que es un ejemplo popular del efecto Mandela. El nombre de la institución mental, el Sanatorio Spotnitz, es una referencia del exescritor de The X-Files Frank Spotnitz. La escena con Mulder y el Dr. Ellos fue filmada en las instalaciones de «A-maze-ing Laughter» en Vancouver.

## Recepción
En su emisión inicial en los Estados Unidos el 24 de enero de 2018, recibió 3,87 millones de espectadores, que fue ligeramente inferior a la audiencia de la semana anterior, que tuvo 3,95 millones de espectadores. Al tomar en cuenta las calificaciones en vivo +7 para la semana del 22 al 28 de enero, recibió 5.62 millones de espectadores.
«The Lost Art of Forehead Sweat» recibió críticas muy positivas por parte de los críticos. En Rotten Tomatoes, tiene una calificación del 100% con una calificación promedio de 9,34 de 10 basado en 9 reseñas.